# Palatin (Řím)

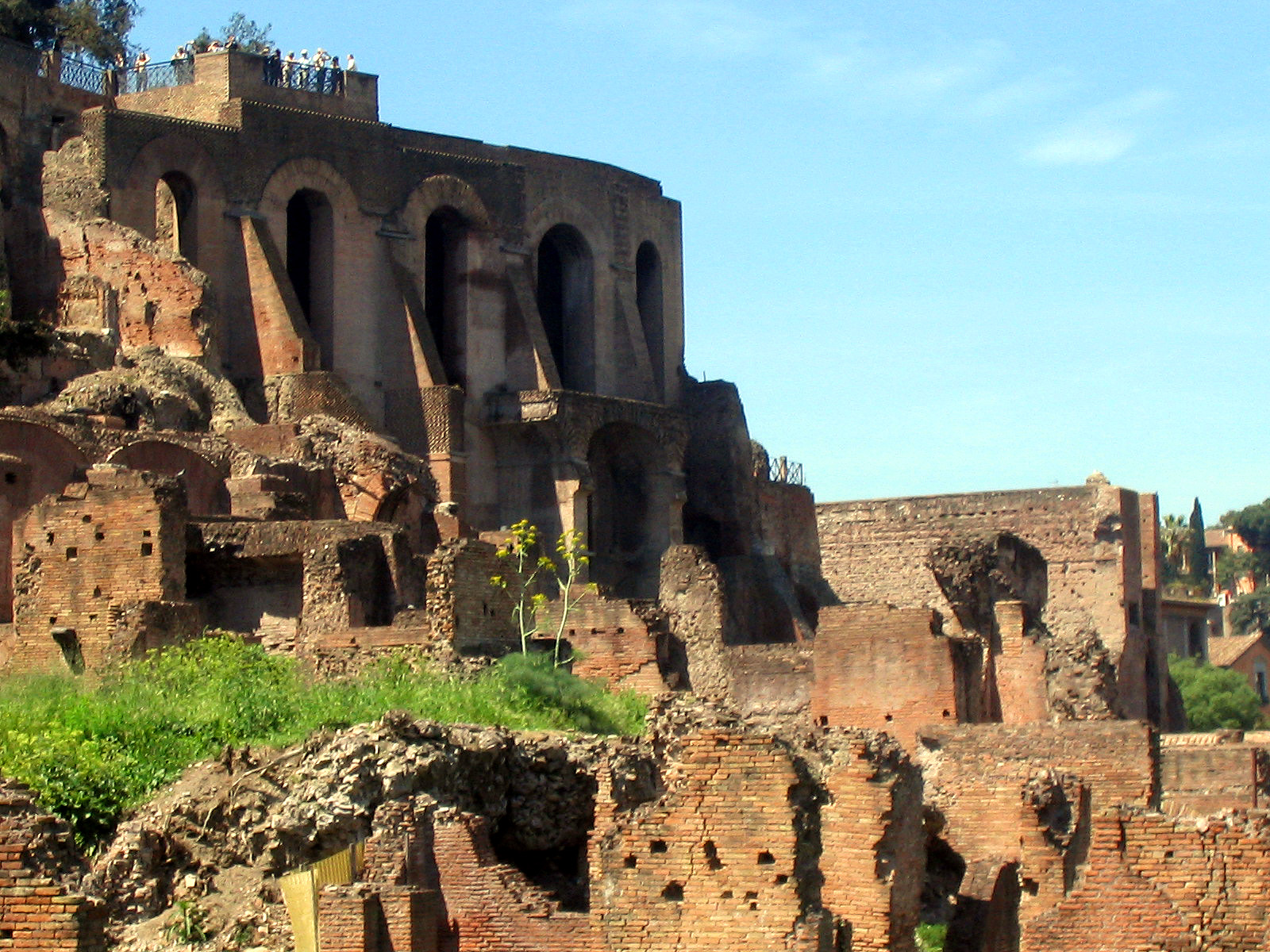
Zříceniny na Palatinu

Palatin nebo Palatinus (lat. Mons Palatinus) je pahorek, na němž bylo podle pověsti založeno město Řím. Leží ve středu historického města, mezi Koloseem, Forum Romanum a Circus Maximus. Patří mezi "sedm pahorků", na nichž historické město leželo a je nejblíže k jeho středu. Stálo na něm mnoho velkolepých budov hlavně z císařské doby. Dnes je to oblast zřícenin a archeologických vykopávek, přístupná z Via di San Gregorio za Konstantinovým obloukem směrem od Kolosea.

## Pověst
Podle pověsti, kterou zapsal Titus Livius, byla poblíž vlčí jeskyně, kde pastýř Faustulus nalezl dvojčata Romula a Rema. Faustulus bydlel na Palatinu, kde je jeho žena vychovala. V jeskyni se ve starověku konal pravidelný kult, který obstarávali zvláštní kněží (lupercalové) s největším svátkem Lupercalií.

## Stavby
Nedávné vykopávky zde objevily jeskyni a pozůstatky lidských sídel z doby bronzové. Na Palatinu bydlela řada významných lidí už v době republiky (Catullus, Crassus, Cicero). Později si na Palatinu vybudoval velkolepé sídlo císař Augustus, jeho manželka a další císařové, zde stál také „Zlatý dům“ císaře Nerona, Apollónův chrám s knihovnou aj. Roku 2007 zde archeologové objevili kruhový podzemní prostor s kupolovitou klenbou, zdobenou mozaikami. Z názvu Palatinus se odvozuje slovo palác.

## Galerie

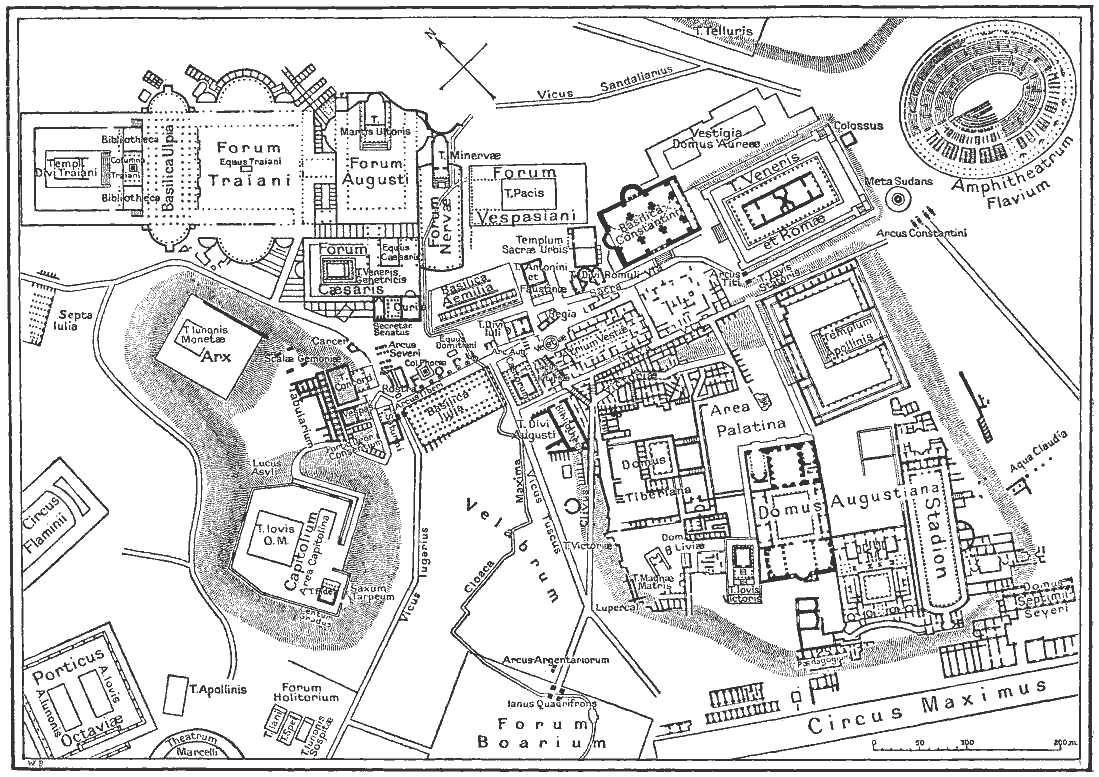
Střed císařského Říma
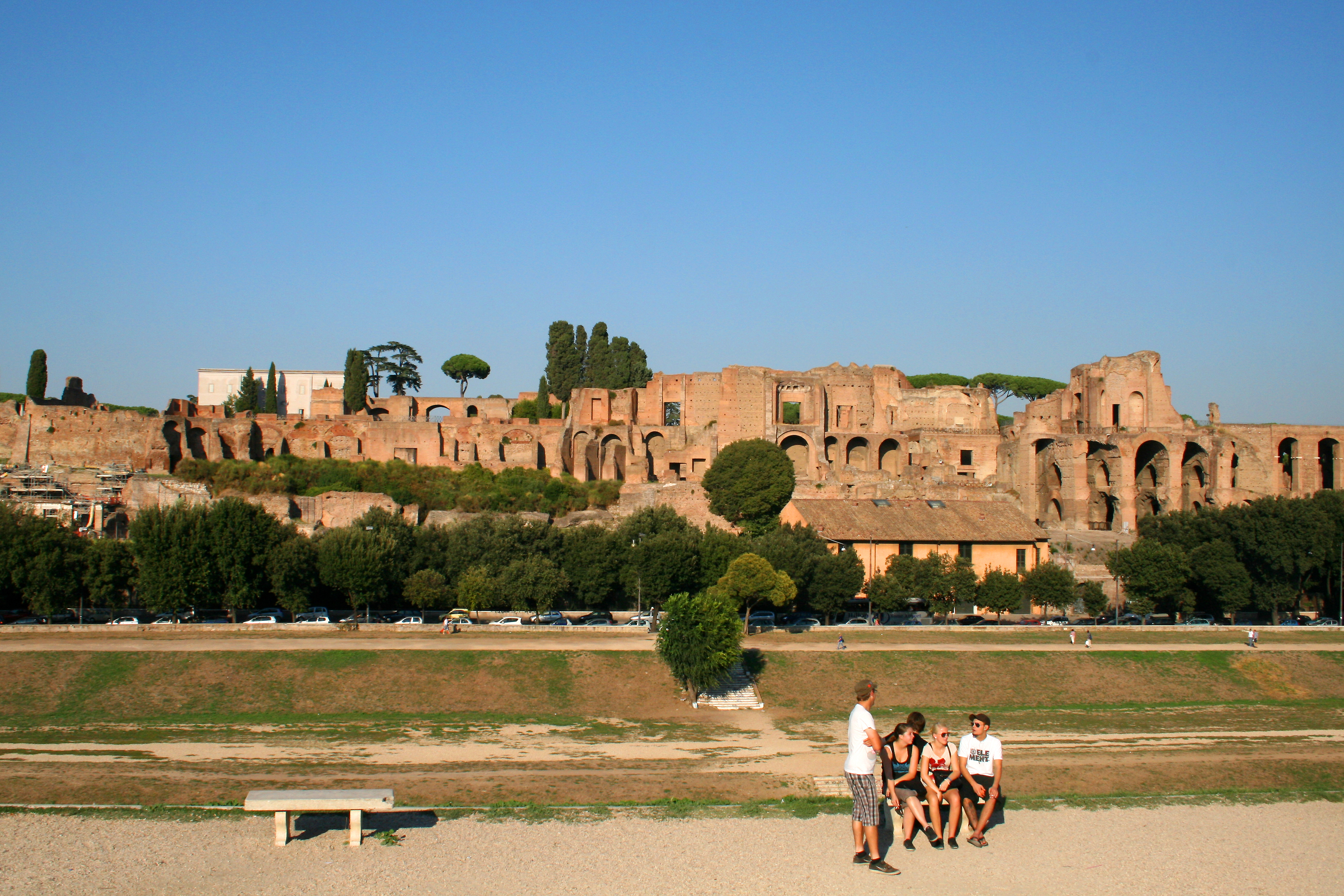
Augustův palác od jihu
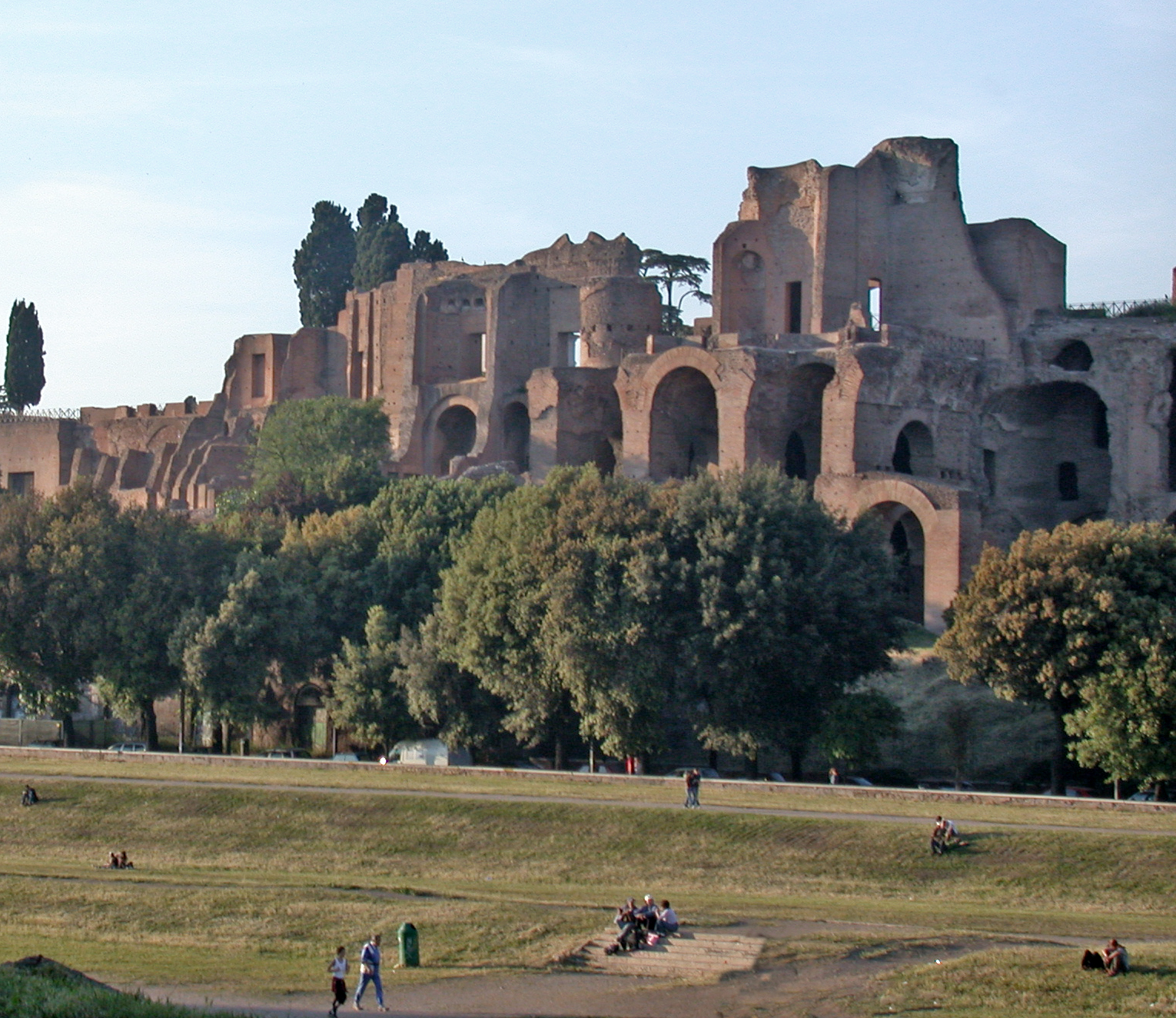
Palatin od Circu Maximu
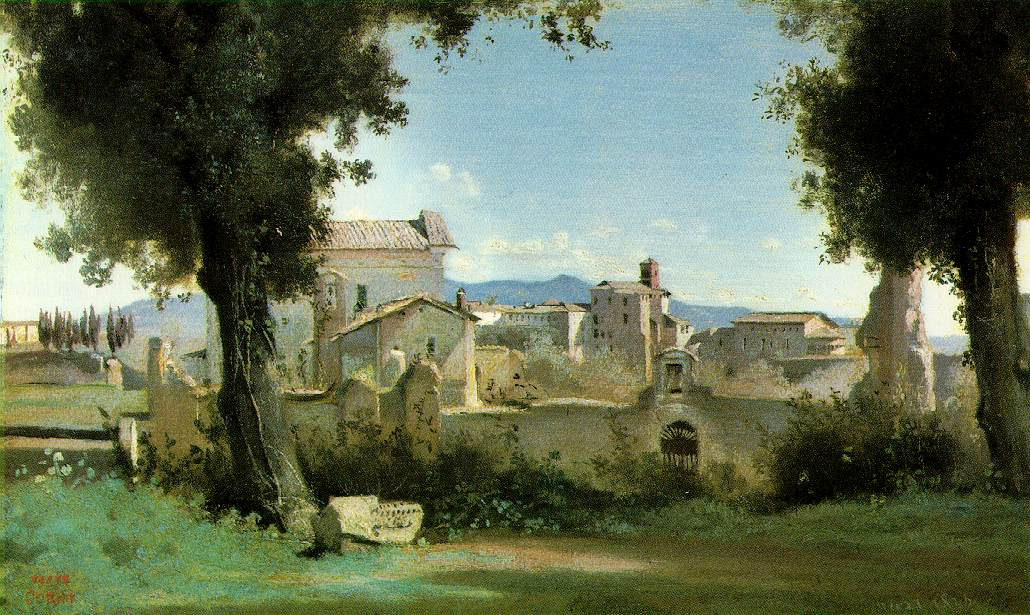
Camille Corot: Z Farneské zahrady
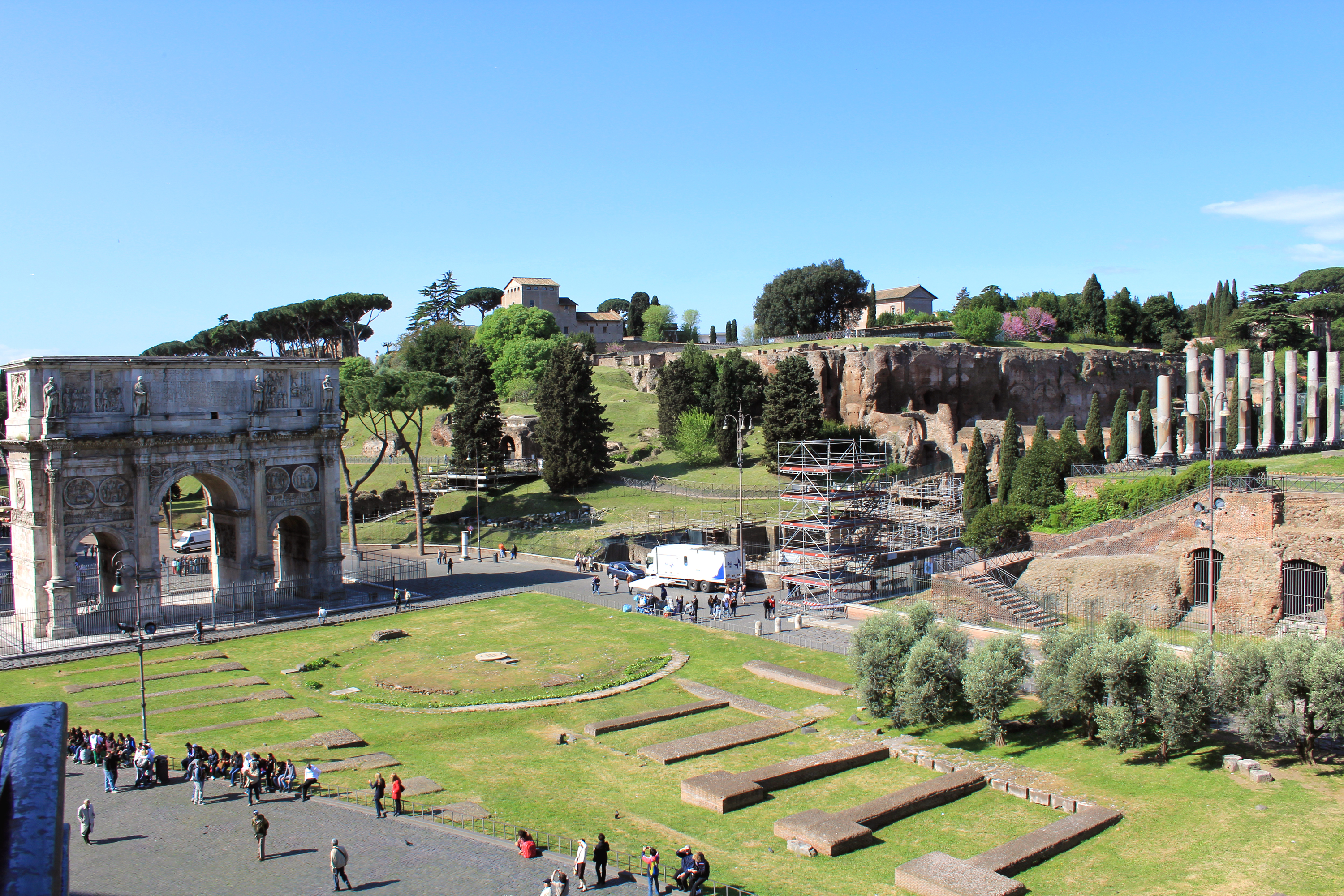
Pohled z Kolosea